# Dinotrema castum
Dinotrema castum är en stekelart som beskrevs av Vladimir Ivanovich Tobias. Dinotrema castum ingår i släktet Dinotrema och familjen bracksteklar. Inga underarter finns listade i Catalogue of Life.